# Six (Dream Evil)
Six è il sesto album in studio del gruppo heavy metal svedese Dream Evil. L'album è stato pubblicato nel 26 maggio 2017 dalla Century Media Records; il 31 marzo 2017 è stato anticipato dal singolo Dream Evil.

## Tracce
1. Dream Evil – 5:19
2. Antidote – 3:24
3. Sin City – 4:58
4. Creature of the Night – 4:44
5. Hellride – 3:41
6. Six Hundred and 66 – 3:40
7. How to Start a War – 4:19
8. The Murdered Mind – 3:13
9. Too Loud – 3:45
10. 044 Riders – 4:57
11. Broken Wings – 4:09
12. We Are Forever – 5:11